# The Voice (programma televisivo)

Logo del format televisivo

The Voice è un talent show originario dei Paesi Bassi, dove è trasmesso dal 17 settembre 2010 con il titolo The Voice of Holland ed ideato da John de Mol, già autore del format del Grande Fratello.
Avendo ottenuto sin dall'esordio un notevole successo di pubblico, nella primavera del 2011 il format fu esportato negli Stati Uniti, dove divenne uno dei programmi di punta della NBC. Nei mesi successivi il format fu venduto in oltre 35 paesi nel mondo, i quali hanno adattato il format e hanno iniziato a trasmettere le proprie versioni nazionali, diventando così il rivale di X Factor e American Idol, talent show già blasonati e diffusi in tutto il mondo da molti più anni.
Molti sono i cantanti nel mondo che si prestano come giudici e allenatori all'interno del programma: in The Voice USA, versione statunitense del format, trasmessa per ben nove stagioni dalla NBC, i giudici protagonisti sono Adam Levine, Blake Shelton, Christina Aguilera, Cee Lo Green, Shakira, Usher, Gwen Stefani, Pharrell Williams, Alicia Keys, Miley Cyrus, Jennifer Hudson, Kelly Clarkson, John Legend, Nick Jonas, Ariana Grande, Camila Cabello, Chance the Rapper, Niall Horan e Reba McEntire. In The Voice UK, versione britannica del format con cinque stagioni all'attivo in onda su BBC One e dalla sesta su ITV1, i coach sono Jessie J, will.i.am, Tom Jones, Danny O'Donoghue, Kylie Minogue, Ricky Wilson, Rita Ora, Paloma Faith, Boy George, Olly Murs, Gavin Rossdale, Meghan Trainor e Anne-Marie. In Italia i diritti del format sono stati acquistati dalla Rai, che trasmette la versione italiana dal 2013 su Rai 2: giunto a sei edizioni, ha visto come coach Raffaella Carrà, Piero Pelù, Noemi, Riccardo Cocciante, J-Ax, Roby Facchinetti e il figlio Francesco, Dolcenera, Max Pezzali, Emis Killa, Francesco Renga, Cristina Scabbia, Al Bano, Morgan, Elettra Lamborghini, Gué Pequeno e Gigi D'Alessio
Nel resto del mondo molti artisti di fama mondiale hanno preso parte come coach a edizioni straniere di The Voice: Mika ha partecipato alla versione francese The Voice: la plus belle voix o Ricky Martin a The Voice Australia, dove hanno partecipato anche Will.i.am e Kylie Minogue, provenienti da The Voice UK.
Anche alcuni artisti italiani hanno partecipato al programma all'estero: Tiziano Ferro e Nek hanno partecipato a La Voz in Spagna, così come Laura Pausini, che ha partecipato anche a La Voz Mexico, e Franco Simone all'edizione di The Voice Cile del 2015.
Il programma ha tre spin-off: The Voice Kids, con concorrenti dai 6 ai 15 anni, così come accade per altri talent quali Junior MasterChef o Junior Bake Off, The Voice Senior, con concorrenti ultrasessantenni e trasmesso in Italia su Rai 1 e The Voice Generation.

## Format
Paese con una propria versione nazionale di The Voice
     Paese con una propria versione nazionale di The Voice e The Voice Kids
     Paese parte di una versione internazionale di The Voice
     Paese parte di una versione internazionale di The Voice e The Voice Kids

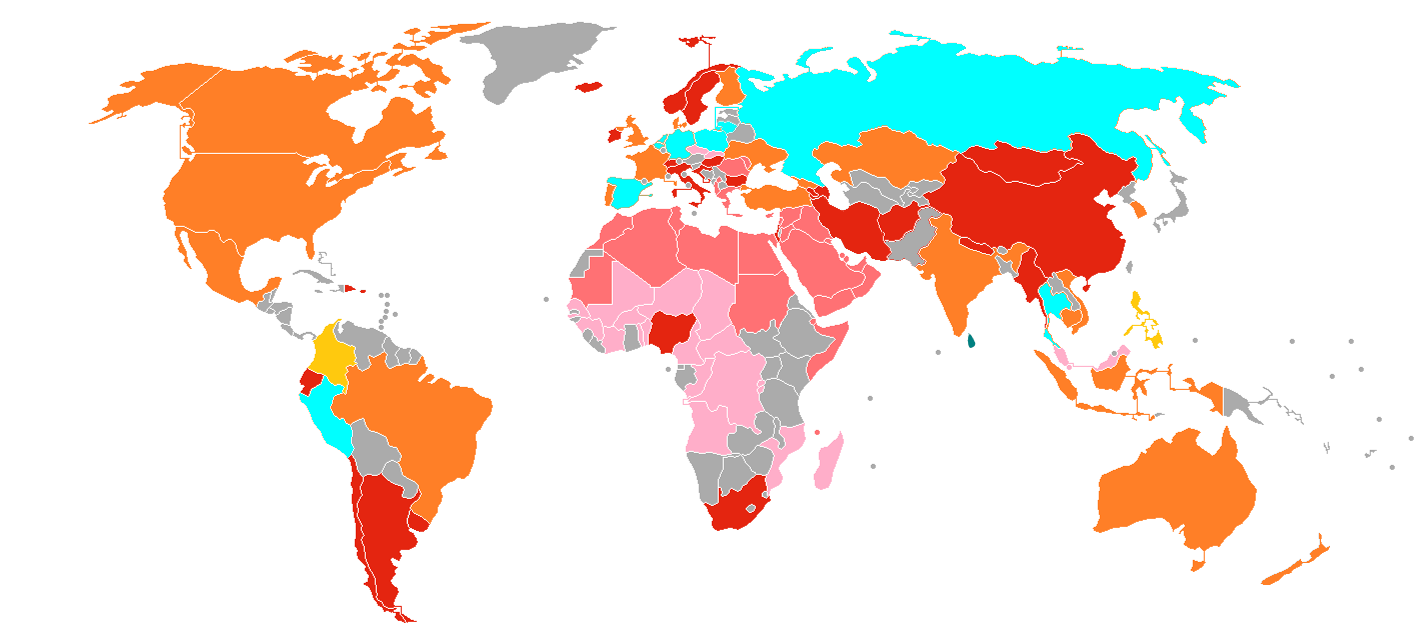
The Voice nel mondo:
Paese con una propria versione nazionale di The Voice
Paese con una propria versione nazionale di The Voice e The Voice Kids
Paese parte di una versione internazionale di The Voice
Paese parte di una versione internazionale di The Voice e The Voice Kids

Il format è costituito da tre fasi: un'audizione al buio, una fase di gara a due e una serie di esibizioni in diretta televisiva.
Quattro giudici/allenatori, tutti artisti noti al grande pubblico, formano una squadra di concorrenti ciascuno, attraverso un'audizione al buio. I giudici ascoltano gli aspiranti concorrenti per circa un minuto, durante il quale ognuno ha la facoltà di fare entrare il candidato nella propria squadra; se più giudici si contendono lo stesso candidato sarà quest'ultimo a scegliere in quale squadra entrare a far parte. Successivamente, i giudici assumono la veste di mentore e allenatore per preparare i membri della propria squadra alla fase successiva. Nella seconda fase, i giudici fanno scontrare i membri della propria squadra tra di loro, attraverso una gara a due che vede i concorrenti eseguire la stessa canzone, scegliendo così quali concorrenti accedono alla terza fase. Nella fase finale, i concorrenti rimasti in gara competono l'uno contro l'altro in diretta televisiva, attraverso turni a eliminazione diretta che portano ad un vincente per ogni squadra; i quattro rimasti si affronteranno infine nella finale che designerà il vincitore del talent show. Durante tale fase i giudici sono assistiti dal pubblico televisivo: le valutazioni dei giudici e del pubblico pesano rispettivamente al 50% per decidere quali concorrenti eliminare.

## The Voicenel mondo
| Paese                             | Titolo                                                                 | Canale                              | Stagioni e vincitori | Coach | Presentatori |
| --------------------------------- | ---------------------------------------------------------------------- | ----------------------------------- | --- | --- | --- |
| Albania Kosovo Macedonia del Nord | The Voice of Albania (Vokali)                                          | Top Channel                         | Prima stagione, 2011: Rina Bilurdagu Seconda stagione, 2012: Venera Lumani Terza stagione, 2013: Florent Abrashi Quarta stagione, 2014: Aslaidon Zaimaj Quinta stagione, 2016: Tahir "Tiri" Gjoçi Sesta stagione, 2017: Klinti Çollaku | Alban Skënderaj Besa Kokëdhima Rona Nishliu Xuxi Ex: Alma Bektashi Sidrit Bejleri Elton Deda Miriam Cani Aurela Gaçe Elsa Lila Genc Salihu Jonida Maliqi | Ledion Liço |
| Argentina                         | La Voz                                                                 | Telefe                              | Prima stagione, 2012: Gustavo Corvalán Seconda stagione, 2018: Braulio Assanelli Terza stagione, 2021: Francisco Benitez Quarta stagione, 2022: Yhosva Montoya | Soledad Pastorutti Ricardo Montaner Lali Espósito Mau y Ricky Ex: Miranda! Axel Puma Rodriguez Tini Stoessel | Alejandro Wiebe "Marley" |
| Australia                         | The Voice                                                              | Nine Network Seven Network          | Prima stagione, 2012: Karise Eden Seconda stagione, 2013: Harrison Craig Terza stagione, 2014: Anja Nissen Quarta stagione, 2015: Ellie Drennan Quinta stagione, 2016: Alfie Arcuri Sesta stagione, 2017: Judah Kelly Settima stagione, 2018: Sam Perry Ottava stagione, 2019: Diana Rouvas Nona stagione, 2020: Chris Sebastian Decima stagione, 2021: Bella Taylor Smith Undicesima stagione, 2022: Lachie Gill Dodicesima stagione, 2023: TBA | Guy Sebastian Rita Ora Jessica Mauboy Jason Derulo Ex: Jessie J Joel & Benji Madden Ronan Keating Kylie Minogue Ricky Martin will.i.am Seal Joe Jonas Kelly Rowland Delta Goodrem Boy George Keith Urban | Sonia Kruger Ex: Darren McMullen Renee Bargh                                                                                                 |
| Belgio (NL)                       | The Voice van Vlaanderen (The Voice of Flanders)                       | VTM                                 | Prima stagione, 2011: Glenn Claes Seconda stagione, 2013: Paulien Mathues Terza stagione, 2014: Tom De Man Quarta stagione. 2016: Lola | Natalia Druyts Koen Wauters Jasper Steverlinck Alex Callier Bent Van Looy Laura Tesoro Regi Penxten Axelle Red Bart Peeters | An Lemmens Sean Dhondt Sam De Bruyn |
| Belgio (FR)                       | The Voice Belgique                                                     | La Une VivaCité                     | Prima stagione, 2011-2012: Roberto Bellarosa Seconda stagione, 2013: David Madi Terza stagione, 2014: Laurent Pagna Quarta stagione, 2015: Florent Brack Quinta stagione, 2016: Laura Cartesiani Sesta stagione, 2017: in corso | Beverly Jo Scott Quentin Mosimann Marc Pinilla Bigflo & Oli Ex: Lio Joshua Natasha St-Pier Bastian Baker Chimène Badi Jali Stanislas Cats on Trees | Maureen Louys Walid Ex: Adrien Devyver |
| Brasile                           | The Voice Brasil                                                       | Rede Globo                          | Prima stagione, 2012: Ellen Oléria Seconda stagione, 2013: Sam Alves Terza stagione, 2014: Danilo Reis & Rafael Quarta stagione, 2015: Renato Vianna Quinta stagione, 2016: Mylena Jardim | Carlinhos Brown Claudia Leitte Daniel Lulu Santos Michel Télo | Tiago Leifert Mariana Rios Daniele Suzuki Mia Mello Fernanda Souza                                                                           |
| Bulgaria                          | Glasat na Bulgaria Гласът на България (The Voice of Bulgaria)          | bTV                                 | Prima stagione, 2011: Steliyana Khristova Seconda stagione, 2013: Ivaylo Donkov Terza stagione, 2014: Kristina Ivanova Quarta stagione, 2017: Radko Petkov Quinta stagione, 2018: Nia Petrova Sesta stagione, 2019: Atanas Kateliev Settima stagione, 2020: Georgi Shopov Ottava stagione, 2021: in corso | Ivan Letchev Galena Dara Ljubo Kirov Ex: Miro Ivana Mariana Popova Kiril Marichkov Preslava Viktoria Terziyska Yordan Karazhov Desi Slava Atanas Penev Orlin Goranov Poli Genova Kamelia Vladimir Ampov Mihaela Fileva                                                                                            | Ivan Tishev Ex: Marten Roberto Victoria Terziyska Yana Marinova Pavell & Venci Venc'                                                         |
| Canada                            | La Voix, The Voice                                                     | TVA (Canada)                        | Prima stagione, 2013: Valérie Carpentier Seconda stagione, 2014: Yoan Garneau Terza stagione, 2015: Kevin Bazinet Quarta stagione, 2016: Stéphanie St-Jean Quinta stagione, 2017: in corso | Marc Dupré Pierre Lapointe Éric Lapointe Isabelle Boulay Ex: Ariane Moffatt Jean-Pierre Ferland Louis-Jean Cormier Marie-Mai | Charles Lafortune |
| Cile                              | La Voz                                                                 | CHV                                 | Prima stagione, 2015: Luis Pedraza Seconda stagione, 2016: Javiera Flores | Luis Fonsi Nicole Franco Simone Álvaro López Ana Torroja | Sergio Lagos Jean Philippe Cretton Juan Pablo Queraltó                                                                                       |
| Cina                              | The Voice of China (Zhongguó Hao Shengyin)                             | Zhejiang Television                 | Prima stagione, 2012: Bruce Liang Seconda stagione, 2013: Li Qi Terza stagione, 2014: Diamond Zhang Quarta stagione, 2015: Zhang Lei | Liu Huan Natasha Na Ying Harlem Yu Chengqing Yang Kun A-Mei Wong Feng Chyi Chin Jay Chou | Hu Qiaohua Li Yong |
| Croazia                           | The Voice Najljepši glas Hrvatske                                      | HRT                                 | Prima stagione, 2015: Nina Kraljić Seconda stagione, 2016: Ruža Janjiš | Tony Cetinski Indira Levak Ivan Dečak Jacques Houdek | Iva Šulentić Ivan Vukušić |
| Corea del Sud                     | The Voice of Korea 보이스 코리아                                       | Mnet                                | Prima stagione, 2012: Son Seung-Yeon Seconda stagione, 2013: Lee Ye-Jun | Shin Seung Hun Baek Ji Young Kangta Gil Seong Joon | Kim Jin-Pyo |
| Danimarca                         | Voice – Danmarks største stemme (Voice – The Biggest Voice of Denmark) | TV 2                                | Prima stagione, 2011: Kim Wagner Seconda stagione, 2012: Emelie Paevatalu | Xander Lene Nystrøm Sharin Foo L.O.C. | Morten Resen Felix Smith Lasse Bekker |
| Filippine                         | The Voice of the Philippines                                           | ABS-CBN                             | Prima stagione, 2012: Mitoy Yonting Seconda stagione, 2013: Jason Dy | apl.de.ap Lea Salonga Sarah Geronimo Bamboo Mañalac | Toni Gonzaga Luis Manzano Robi Domingo Alex Gonzaga                                                                                          |
| Finlandia                         | The Voice of Finland                                                   | Nelonen                             | Prima stagione, 2012: Mikko Sipola Seconda stagione, 2013: Antti Railio Terza stagione, 2014: Siru Aristola Quarta stagione, 2015: Mila Kosunen Quinta stagione, 2016: Suvi Åkerman Sesta stagione, 2017: Saija Saarnisto | Tarja Turunen Michael Monroe Redrama Olli Lindholm | Heikki Paasonen Axl Smith |
| Francia                           | The Voice: La Plus Belle Voix (The Voice: The Prettiest Voice)         | TF1                                 | Prima stagione, 2012: Stéphan Rizon Seconda stagione, 2013: Yoann Fréget Terza stagione, 2014: Lilian Renaud Quarta stagione, 2015: Kendji Girac Quinta stagione, 2016: Slimane Sesta stagione, 2017: Lisandro Cuxi Settimo stagione, 2018: Maëlle Pistoia | Correnti: Florent Pagny Zazie Mika Pascal Obispo Ex: Matt Pokora Louis Bertignac Jenifer Garou | Nikos Aliagas |
| Germania                          | The Voice of Germany                                                   | ProSieben (Giovedì) Sat.1 (Venerdì) | Prima stagione, 2011-2012: Ivy Quainoo | Xavier Naidoo Nena The BossHoss Rea Garvey | Stefan Gödde Doris Golpashin (Backstage) |
| Giappone                          | TBA                                                                    | TBA                                 | Prima stagione, 2012: TBA | TBA | TBA |
| Grecia                            | The Voice Greece                                                       | Alpha TV                            | Prima stagione, 2012: in programma | TBA | TBA |
| India                             | The Voice of India                                                     | Imagine TV                          | Prima stagione, 2012: in programma | TBA | TBA |
| Indonesia                         | The Voice Indonesia                                                    | Indosiar RCTI                       | Prima stagione, 2013: Billy Simpson Seconda stagione, 2016: Mario G. Klau | Ari Lasso Kaka Agnez Mo Judika Ex: Armand Maulana Giring Ganesha Glenn Fredly Sherina | Darius Sinathrya |
| Irlanda                           | The Voice of Ireland                                                   | RTÉ One                             | Prima stagione, 2012: Pat Byrne Seconda stagione, 2013: Keith Hanley Terza stagione, 2014: Brendan McCahey Quarta stagione, 2015: Patrick Donoghue Quinta stagione, 2016: Michael Lawson Sesta stagione, 2022: Aly Coulibaly Settima stagione, 2023: Ciara Dalton Ottava stagione, 2024: In corso | Bressie Kian Egan Melanie Blatt Craig David Ex: Sharon Corr Brian Kennedy Jamelia Dolores O'Riordan Una Healy Rachel Stevens Taylor Momsen Macklemore | Kathryn Thomas Eoghan McDermott (Backstage)                                                                                                  |
| Israele                           | The Voice ישראל (The Voice Israel)                                     | Channel 2                           | Prima stagione, 2012 (Vincitrice Lina Makhoul) | Shlomi Shabat Aviv Geffen Rami Kleinstein Sarit Hadad | Michael Alony Sivan Klein (Backstage) |
| Italia                            | The Voice of Italy (2013-2019)                                         | Rai 2 Rai HD RTL 102.5 Rai Radio    | Prima stagione, 2013: Elhaida Dani Seconda stagione, 2014: Cristina Scuccia Terza stagione, 2015: Fabio Curto Quarta stagione, 2016: Alice Paba Quinta stagione, 2018: Maryam Tancredi Sesta stagione, 2019: Carmen Pierri | Morgan Elettra Lamborghini Gué Gigi D'Alessio Ex: Francesco Renga J-Ax Cristina Scabbia Al Bano Francesco & Roby Facchinetti Noemi Raffaella Carrà Piero Pelù Riccardo Cocciante Max Pezzali Dolcenera Emis Killa                                                                                                 | Simona Ventura Ex: Costantino Della Gherardesca Fabio Troiano Federico Russo Valentina Correani (Backstage) Carolina Di Domenico (Backstage) |
| Italia                            | The Voice Senior (2020 - in corso)                                     | Rai 1                               | Prima stagione, 2020: Erminio Sinni Seconda stagione, 2021/22: Annibale Giannarelli Terza stagione, 2023: Maria Teresa Reale Quarta Stagione, 2024: Diana Puddu | Arisa Clementino Gigi D'Alessio Loredana Bertè Ex: Ricchi e Poveri Orietta Berti Al Bano e Jasmine Carrisi | Antonella Clerici |
| Italia                            | The Voice Kids (2023 - in corso)                                       | Rai 1                               | Prima stagione: Melissa Agliottone Seconda stagione: Simone Grande Terza stagione: Melissa Memeti | Arisa Clementino Gigi D'Alessio Loredana Bertè Ex: Ricchi e Poveri | Antonella Clerici |
| Italia                            | The Voice Generations (2024 - in corso)                                | Rai 1                               | Prima stagione: Gino e Noemi | Arisa Clementino Gigi D'Alessio Loredana Bertè | Antonella Clerici |
| Lituania                          | Lietuvos Balsas (The Voice of Lithuania)                               | LNK                                 | Prima stagione, 2012: in corso | Jurgis & Erica Violeta Tarasovienė Egidijus Sipavičius Merūnas Vitulskis | Vytautas Rumšas |
| Messico                           | La voz... México                                                       | Televisa Canal de las Estrellas     | Prima stagione, 2011: Oscar Cruz Seconda stagione, 2012: in programma | Lucero Aleks Syntek Espinoza Paz Alejandro Sanz | Mark Tacher Cynthia Urías (Backstage) |
| Norvegia                          | The Voice Norges Beste Stemme                                          | TV2                                 | Prima stagione, 2012: in programma | Hanne Sørvaag Sondre Lerche Magne Furuholmen Yosef Wolde-Mariam | TBA |
| Paesi Bassi                       | The Voice of Holland                                                   | RTL 4                               | Prima stagione, 2010-2011: Ben Saunders Seconda stagione, 2011-2012: Iris Kroes Terza stagione, 2012-2013: in programma | Correnti: Roel van Velzen Angela Groothuizen Nick & Simon Marco Borsato Ex: Jeroen van der Boom | Wendy van Dijk Martijn Krabbé Winston Gerschtanowitz (Backstage)                                                                             |
| Paesi Bassi                       | The Voice Kids                                                         | RTL 4                               | Prima stagione, 2012: in programma | Correnti: Roel van Velzen Angela Groothuizen Nick & Simon Marco Borsato Ex: Jeroen van der Boom | Wendy van Dijk Martijn Krabbé Winston Gerschtanowitz (Backstage)                                                                             |
| Polonia                           | The Voice of Poland Najlepszy głos                                     | TVP2                                | Prima stagione, 2011: Damian Ukeje | Adam Darski Anna Dąbrowska Kayah Andrzej Piaseczny | Hubert Urbański Magdalena Mielcarz Mateusz Szymkowiak (Backstage)                                                                            |
| Portogallo                        | A Voz de Portugal (The Voice of Portugal)                              | RTP1                                | Prima stagione, 2011-2012: in corso | Paulo Gonzo Anjos Mia Rose Rui Reininho | Catarina Furtado |
| Regno Unito                       | The Voice UK                                                           | BBC One BBC One HD                  | Prima stagione, 2012: Leanne Mitchell Seconda stagione, 2013: Andrea Begley Terza stagione, 2014: Jermain Jackman Quarta stagione, 2015: Stevie McCrorie Quinta stagione, 2016: Kevin Simm Sesta stagione, 2017: Mo Adeniran Settima stagione, 2018: Ruti Olajugbagbe Ottava stagione, 2019: Molly Hocking Nona stagione, 2020: Blessing Chitapa | will.i.am Tom Jones Anne-Marie Olly Murs ex: Jessie J Kylie Minogue Danny O'Donoghue Rita Ora Ricky Wilson Paloma Faith Boy George Gavin Rossdale Jennifer Hudson Meghan Trainor | Emma Willis Marvin Humes ex: Holly Willoughby Reggie Yates                                                                                   |
| Romania                           | Vocea României                                                         | Pro TV                              | Prima stagione, 2011: Ştefan Stan Seconda stagione, 2012: Julie Mayaya Terza stagione, 2013: Mihai Chiţu Quarta stagione, 2014: Tiberiu Albu Quinta stagione, 2015: Cristina Balan | Loredana Marius Moga Tudor Chirilă Smiley Ex: Horia Brenciu | Pavel Bartoş Oana Tache (Backstage) |
| Rep. Ceca Slovacchia              | Hlas Česko Slovenska (The Voice of Czecho Slovakia)                    | Nova Markíza                        | Prima stagione, 2012: in programma | Dara Rolins Michal David Rytmus Josef Vojtek | Leoš Mareš Tina |
| Spagna                            | La Voz                                                                 | Telecinco Antena 3                  | Prima stagione, 2012: Rafa Blas Seconda stagione, 2013: David Barrull Terza stagione, 2015: Antonio José Quarta stagione, 2016: Irene Caruncho Quinta stagione, 2017: Alba Gil Santana Sesta stagione, 2019: Andrés Martín Settima stagione, 2020: Kelly Isaiah Ogbebor Ottava stagione, 2021: Inés Manzano Nona stagione, 2022: Javier Crespo Decima stagione, 2023: Elsa Tortonda | Luis Fonsi Malú Pablo Lopez Antonio Orozco Ex: Miriam Rodriguez Laura Pausini Pablo Alboran Alejandro Sanz Paulina Rubio Juanes David Bisbal Melendi Manuel Carrasco Rosario Flores | Eva Gonzalez Juanra Bonet Ex: Jesús Vázquez Tania Llasera (Backstage)                                                                        |
| Stati Uniti                       | The Voice                                                              | NBC                                 | Prima stagione, 2011: Javier Colon Seconda stagione, 2012: Jermaine Paul Terza stagione, 2012: Cassadee Pope Quarta stagione, 2013: Danielle Bradbery Quinta stagione, 2013: Tessanne Chin Sesta stagione, 2014: Josh Kaufman Settima stagione, 2014: Craig Wayne Boyd Ottava stagione, 2015: Sawyer Fredericks Nona stagione, 2015: Jordan Smith Decima stagione, 2016: Alisan Porter Undicesima stagione, 2016: Sundance Head Dodicesima stagione, 2017: Chris Blue Tredicesima stagione, 2017: Chloe Kohanski Quattordicesima stagione, 2018: Brynn Cartelli Quindicesima stagione, 2018: Chevel Shepherd Sedicesima stagione, 2019: Maelyn Jarmon Diciassettesima stagione, 2019: Jake Hoot Diciottesima stagione, 2020: Todd Tilghman Diciannovesima stagione, 2020: Carter Rubin | John Legend Gwen Stefani Niall Horan Reba McEntire Ex: Christina Aguilera Pharrell Williams Usher Cee Lo Green Shakira Alicia Keys Miley Cyrus Jennifer Hudson Adam Levine Nick Jonas Kelly Clarkson Blake Shelton Ariana Grande Camila Cabello Chance the Rapper                                                 | Carson Daly Christina Grimmie (Backstage) Ex: Alison Haislip (Backstage) Christina Milian (Backstage)                                        |
| Svezia                            | The Voice Sverige                                                      | TV4                                 | Prima stagione, 2012: in corso | Carola Petter Askergren Magnus Uggla Ola Salo | Carina Berg |
| Svizzera                          | The Voice of Switzerland                                               | SF1                                 | Prima stagione, 2013: Nicole Bernegger Seconda stagione, 2014: Tiziana Gulino | Stefanie Heinzmann Stress Marc Sway Philipp Fankhauser | Sven Epiney Viola Tami |
| Turchia                           | O Ses Türkiye (The Voice Turkey)                                       | Show TV                             | Prima stagione, 2011-2012: in corso | Hadise Murat Boz Sibel Can | Acun Ilıcalı Dilay Korkmaz (Backstage) |
| Ucraina                           | Holos kraïny Голос країни (The Voice of Ukraine)                       | 1+1                                 | Prima stagione, 2011: Ivan Hanzera Seconda stagione, 2012: Pavlo Tabakov Terza stagione, 2013: Anna Chodorovs'ka Quarta stagione, 2014: Ihor Hrochoc'kyj Quinta stagione, 2015: Anton Kopytin Sesta stagione, 2016: Vitalina Musijenko Settima stagione, 2017: Oleksandr Klymenko Ottava stagione, 2018: Olena Lucenko Nona stagione, 2019: Oksana Mucha Decima stagione, 2020: Roman Sasančyn Undicesima stagione, 2021: Serhij Lazanovs'kyj Dodicesima stagione, 2022: sospesa | Correnti: Nadija Dorofjejeva Potap Svjatoslav Vakarčuk Ol'ha Poljakova Oleksandra Zaric'ka Andrij Macola Ex: Ruslana Stas P'echa Diana Arbenina Valerija Oleh Skrypka Ani Lorak Sergej Lazarev Tamara Gverdts'iteli Oleksandr Ponomar'ov Ivan Dorn Jamala Serhij Babkin Dan Bălan Tina Karol' Monatyk Oleh Vynnyk | Andryi Domans'ky Kateryna Osadcha Anatoliy Anatolich (backstage, Red-room) Mykyta Dobrynin (promo)                                           |
| Uruguay                           | La Voz Uruguay                                                         | Canal 10                            | Prima stagione, 2022: Óscar Collazo | Valeria Lynch Agustín Casanova Lucas Sugo Rubén Rada | Natalia Oreiro |